# Josep Obiols i Palau
Josep Obiols i Palau (Sarrià, Pla de Barcelona, 1894 - Barcelona, 1967) va ésser un pintor, dibuixant i gravador considerat «l'artista més representatiu de la cultura noucentista».

## Biografia
Començà els seus estudis a l'escola pública de la vila de Sarrià on també estudiava J.V. Foix de qui, per aquesta raó, esdevindrà amic d'infància. Als quinze anys entrà a estudiar a l'Escola de Decoració de Joaquim Torres i Garcia. Aquest pintor fou el seu mestre especialment pel que fa a la pintura mural i la xilografia, tècnica de la qual fou un dels capdavanters.
El 1915 va fer un gravat, que representa una noia ajupida davant d'un arbre donant menjar a unes orenetes, per a la portada de la publicació La Revista a partir del seu número 7, el primer de 1916, i successius. El gravat també fou adoptat com a segell de l'editora tant per a La Revista com per a totes les seves publicacions. Obra seva aparegué en diversos números quinzenals de la publicació durant el 1917 i també en els almanacs especials de 1918 i de 1919.
El 1917 l'Associació Protectora de l'Ensenyança Catalana publicà cinc llibrets d'escriptura vertical amb il·lustracions d'Obiols adaptades per als infants. També apareixen, a partir de 1919, dibuixos seus en llibres de contes de l'editorial Muntañola, l'editorial Catalana i l'editorial Políglota.
Va mantenir amistat amb els escriptors J.V. Foix i Joan Salvat-Papasseit. Aquest va fer una crònica el 1917 sobre el Cartipàs Català publicada a la revista Vell i Nou, on Salvat destacava el poder didàctic dels dibuixos d'Obiols. El 1921 li va dedicar el poema Res no és mesquí. El 1922 el poeta va citar Obiols i el popular cartell Ja sou de l'Associació Protectora de l'Ensenyança Catalana? a Bitllet de quinze. El 1923 el pintor va il·lustrar "un frontispici a la trepa" al llibre El poema de La rosa als llavis decorant, també a mà, la coberta del llibre.
Entre el 1920 i el 1922 viatjà a Itàlia amb els seus amics Carles Riba i Clementina Arderiu, d'on tornarà impressionat pels muralistes del tres-cents i del quatre-cents. Per al seu mestre, Torres i Garcia, l'art italià del renaixement era el model d'art sobri i mesurat que buscava, que és una de les bases del noucentisme, juntament amb la mediterrànització de l'art.
El 1922 creà un cartell que ha esdevingut l'obra més coneguda de l'artista i una de les imatges més emblemàtiques del noucentisme.< El cartell mostra un nen que porta una carpeta sota el braç i una cartera a l'esquena i pregunta: «Ja sou de l'Associació Protectora de l'Ensenyança Catalana?». A Barcelona conreà la pintura mural i la de cavallet, amb paisatges, natures mortes i temes infantils.
Durant la dictadura de Primo de Rivera pintà el vestíbul de l'edifici de Correus, participà en l'Exposició Internacional de 1929 pintant uns interiors del Palau Nacional de Montjuïc i feu els maniquins de moda per a infants d'El Dique Flotante.
Fou membre del Cercle Artístic de Sant Lluc, dins del qual va fundar, amb altres joves socis la secció Agrupació Courbet.
Professor de l'Institut Escola de Sarrià fins al 1939, feu nombroses il·lustracions per a llibres i revistes, com La Revista, Jordi, el Cartipàs Català i el Sil·labari Català on es mostra la seva vàlua com a gravador.
Durant la Guerra Civil espanyola, dissenyà paper moneda per a la Conselleria de Finances de la Generalitat de Catalunya, departament pel que va fer també uns importants murals al·legòrics, ara a la Cambra de Comerç i Navegació de Barcelona. Els temes dels bitllets són clarament noucentistes i pretenen mostrar una Catalunya cívica i mediterrània. El 1937 el Comissariat de Propaganda de la Generalitat edità en quatre llengües "L'Auca del noi català antifeixista i humà" amb dibuixos a ploma acolorits que serví com a instrument de propaganda a l'estranger.

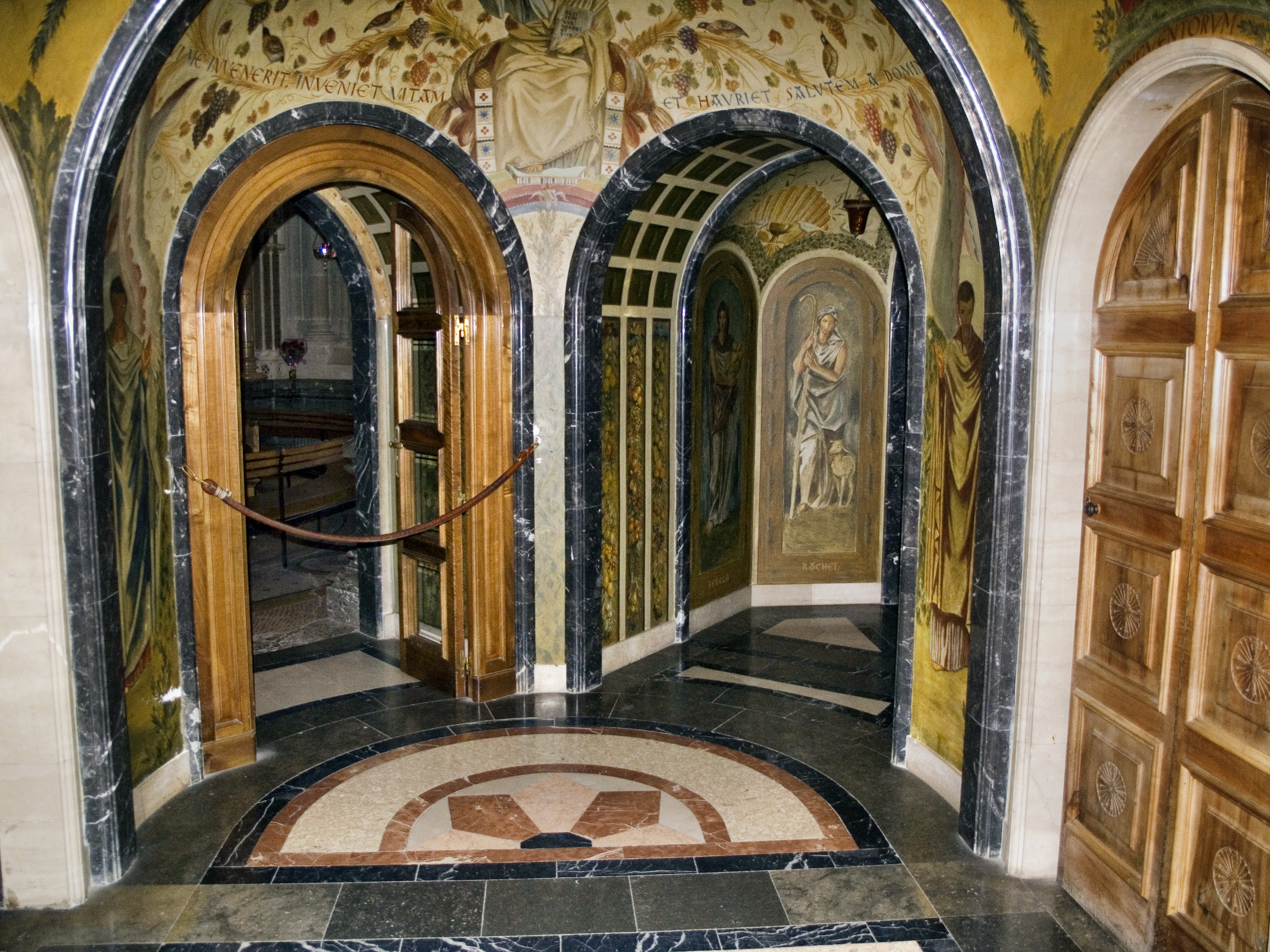
Monestir de Montserrat. Frescos del cambril de la Verge.

En la postguerra, el 1943, inicia una vasta labor mural en diverses dependències del monestir de Montserrat per encàrrec de l'abat Aureli M. Escarré. Treballs que es perllongaran fins al 1951. Hi destaquen els frescos de la sagristia, el refetor, el cambril de la Mare de Déu i la sala abacial. Montserrat, en aquells moments, era un símbol de catalanitat que es mantenia malgrat la dictadura.
També treballà a Parets (1947), a la Bonanova (1951), al Castell del Remei (1953-1954), a Vilassar de Mar (1953) on realitzà l'altar de la Puríssima de l'església parroquial, a Sant Joan de les Abadesses (1954), a Tortosa (1957), a la catedral de Lleida (1959) o a la catedral de Solsona (1956-1964).
L'any 1961 va fer els murals de la Sala del Bon Govern de la Casa de la Ciutat de Barcelona, sorprenents per l'academicisme de les seves pintures.
El 1962 fou elegit acadèmic de Belles Arts.
Algunes planxes de coure dels seus gravats es troben al fons personal de Josep Obiols, que es conserva a la Biblioteca de Catalunya, i d'altres al Gabinet de les Arts Gràfiques del Disseny Hub Barcelona.

## Família
Josep Obiols és pare de Raimon Obiols i avi de Clara Ponsatí i d'Agnès Ponsatí. És germà d'Àngel Obiols.

## Obres destacades
- La petita que fa mitja (al Museu de Montserrat, Monestir de Montserrat, el Bages)[9]
- Retrat d'en Raimon, 1943, oli sobre tela, mesura 54 × 43 cm